# Бигеляйзен, Хенрик
Генрик Бигеляйзен (пол. Henryk Biegeleisen, 24 октября 1855, село Толстое — 1 апреля 1934, Львов) — польский этнограф, литературовед немецко-еврейского происхождения. Представитель позитивистского филологического метода. Исследователь литературы эпохи романтизма, в том числе творчества Теофила Ленартовича. Автор ценных этнографических работ.Ĝ

## Биография
Родился в еврейской интеллигентной семье, в семье врача.
Учился в гимназиях Тернополя и Бережан. Изучал историю и литературоведение во Львовском университете. Дебютировал в 1877 году в «Отчетах» Общества академического чтения, активистом которого был. Далее учился в университетах Мюнхена, Лейпцига. Доктор филологии (1882 г.) После возвращения во Львов в течение нескольких лет работал учителем и директором гимназии. В то же время он занимался научными исследованиями и редакторской работой, работая в редакциях периодических изданий Львова.
Автор более 200 научных трудов. Редактор и автор предисловий к произведениям Адама Мицкевича (1-4 том, 1893 г.), Юлиуша Словацкого (1-6 том 1896 г.), Александра Фредро (1894 г.) и других. Редактировал «Библиотеку польских книжных магазинов» (1893—1898 года). Дружил с Иваном Франко, опубликовал о нём воспоминания в 1927 г.
Сыновья:
- Бронислав б., 1880) — инженер, директор Института психотехники и научной организации в Кракове;
- Леон Владислав (б. 1885) — экономист, профессор Свободного Польского университета в Варшаве.

## Избранные публикации

### Книги
- «Lirnik mazowiecki», 1913.
- «Matka i dziecko w obrzędach, wierzeniach i zwyczajach ludu polskiego». Lwów 1927
- «Wesele». Lwów 1928
- «U kolebki ; Przed ołtarzem ; Nad mogiłą». Lwów 1929
- «Lecznictwo ludu polskiego». Kraków 1929
- «Śmierć w obrzędach, zwyczajach i wierzeniach ludu polskiego». Lwów 1930

### Статьи
- 1891 «Motywy ludowe w balladzie Mickiewicza „Lilie“», [в] Wisła, t. 5. S. 62-103.